# Anton Preysser
Anton Preysser war ab 1536 der erste Brückenmeister Münchens. Ab 1540 wird er auch als Zuständiger der städtischen Wühranlagen genannt. Für die Instandhaltung der Brücken, Uferwehre und anderer Wassergebäu erhält er neben einer Dienstwohnung am Isartor eine Entlohnung von 3 Gulden im Quartal. Er ist der Verfasser des Brückenverzeichnisses von 1562. Sein Nachfolger war Paulus Hintermayr.